# Hermann Hoffmann
Heinrich Karl Hermann Hoffmann (Rödelheim, 22 de abril de 1819 — Gießen, 26 de outubro de 1891) foi um botânico que se distinguiu no campo da micologia e da fenologia, ciência em que foi pioneiro.

## Publicações
Entre muitas outras publicações, é autor das seguintes obras:
- Schilderung der deutschen Pflanzenfamilien vom botanisch-deskriptiven u. physiologisch-chemischen Standpunkt (Gießen 1846);
- Untersuchungen über den Pflanzenschlaf (Gießen 1851);
- Pflanzenverbreitung und Pflanzenwanderung (Darmstadt 1852);
- Witterung und Wachstum, oder Grundzüge der Pflanzenklimatalogie (Leipzig 1857);
- Lehrbuch der Botanik (Darmstadt 1857);
- Icones analyticae fungorum. Abbildungen und Beschreibungen von Pilzen mit besonderer Berücksichtigung auf Anatomie und Entwickelungsgeschichte (Gießen 1861–65, 4 Hefte mit 24 Tafeln);
- Index fungorum (Leipzig 1863);
- Untersuchungen zur Bestimmung des Wertes von Spezies und Varietät (Gießen 1869);
- Mykologische Berichte (1870–73, 3 Tle.);
- Nachträge zur Flora des Mittelrhein-Gebietes (1879–89, 8 Tle.);
- Resultate der wichtigsten pflanzenphänologischen Beobachtungen in Europa. (1885).